# AC Perugia Calcio
Associazione Calcistica Perugia Calcio, kortweg AC Perugia Calcio, is een Italiaanse voetbalclub uit Perugia, opgericht in 1905 en uitkomend in de Serie C. De club speelt zijn thuiswedstrijden in het Renato Curi.
De club had financiële problemen in 2005. Ze werd failliet verklaard in 2010, maar heropgericht. In het seizoen 2013/14 promoveerde het naar de Serie B, maar degradeerde in 2019/20 na het spelen van nacompetitie weer naar de Serie C.  De ploeg werd onmiddellijk kampioen in reeks B van de Serie C en keert zo vanaf seizoen 2021/22 weer terug naar de Serie B.

## Erelijst
| Competitie                              | Aantal | Jaren                              |
| --------------------------------------- | ------ | ---------------------------------- |
| UEFA Intertoto Cup                      | 1x     | 2003                               |
| Supercoppa di Lega di Seconda Divisione | 1x     | 2012                               |
| Coppa Italia Serie D                    | 1x     | 2011                               |
| Serie B                                 | 1x     | 1975                               |
| Lega Pro Prima Divisione/Serie C        | 5x     | 1933, 1946, 1967, 1994, 2014, 2021 |
| Lega Pro Seconda Divisione              | 2x     | 1988, 2012                         |
| Serie D                                 | 2x     | 1930 (als Terza Divisione), 2011   |

## Eindklasseringen
- 1946 1e
Serie C
- 1947 11e
Serie B
- 1948 16e
Serie B
- 1949 18e
Serie C
- 1950 16e
Serie C
- 1951 17e
Serie C
- 1952 4e
n4
- 1953 5e
n4
- 1954 2e
n4
- 1955 8e
n4
- 1956 13e
n4
- 1957 14e
n4
- 1958 11e
n4
- 1959 8e
n4
- 1960 10e
Serie C
- 1961 11e
Serie C
- 1962 12e
Serie C
- 1963 7e
Serie C
- 1964 12e
Serie C
- 1965 4e
Serie C
- 1966 14e
Serie C
- 1967 1e
Serie C
- 1968 15e
Serie B
- 1969 8e
Serie B
- 1970 10e
Serie B
- 1971 6e
Serie B
- 1972 6e
Serie B
- 1973 14e
Serie B
- 1974 15e
Serie B
- 1975 1e
Serie B
- 1976 8e
Serie A
- 1977 6e
Serie A
- 1978 7e
Serie A
- 1979 2e
Serie A
- 1980 7e
Serie A
- 1981 15e
Serie A
- 1982 6e
Serie B
- 1983 11e
Serie B
- 1984 8e
Serie B
- 1985 4e
Serie B
- 1986 18e
Serie B
- 1987 9e
Serie C2
- 1988 1e
Serie C2
- 1989 8e
Serie C1
- 1990 9e
Serie C1
- 1991 4e
Serie C1
- 1992 3e
Serie C1
- 1993 2e
Serie C1
- 1994 1e
Serie C1
- 1995 7e
Serie B
- 1996 3e
Serie B
- 1997 16e
Serie A
- 1998 4e
Serie B
- 1999 14e
Serie A
- 2000 10e
Serie A
- 2001 11e
Serie A
- 2002 8e
Serie A
- 2003 9e
Serie A
- 2004 15e
Serie A
- 2005 3e
Serie B
- 2006 6e
Serie C1
- 2007 6e
Serie C1
- 2008 5e
Serie C1
- 2009 8e
Prima Divisione
- 2010 11e
Prima Divisione
- 2011 1e
Serie D
- 2012 1e
Seconda Divisione
- 2013 2e
Prima Divisione
- 2014 1e
Prima Divisione
- 2015 6e
Serie B
- 2016 10e
Serie B
- 2017 4e
Serie B
- 2018 8e
Serie B
- 2019 8e
Serie B
- 2020 16e
Serie B
- 2021 1e
Serie C
- 2022 8e
Serie B
- 2023 18e
Serie B
- 2024 4e
Serie C
- 2025 12e
Serie C

- Serie A
- Serie B
- Serie C
- Prima Divisione
- Seconda Divisione
- Serie D
- n4

## Resultaten per seizoen
| Seizoen | Competitie                          | Niveau | Eindstand | Coppa Italia | Opmerking                                                    |
| ------- | ----------------------------------- | ------ | --------- | ------------ | ------------------------------------------------------------ |
| 2000/01 | Serie A                             | I      | 11        | 2e ronde     |                                                              |
| 2001/02 | Serie A                             | I      | 8         | 8e finale    |                                                              |
| 2002/03 | Serie A                             | I      | 9         | halve finale |                                                              |
| 2003/04 | Serie A                             | I      | 15        | kwartfinale  |                                                              |
| 2004/05 | Serie B                             | II     | 3         | 2e groep 6   | Verliezer Promotie play-off > FC Torino (2-2 n.s.); Failliet |
| 2005/06 | Serie C1 Girone B                   | III    | 6         | --           |                                                              |
| 2006/07 | Serie C1 Girone B                   | III    | 6         | 1e ronde     |                                                              |
| 2007/08 | Serie C1 Girone B                   | III    | 5         | --           |                                                              |
| 2008/09 | Lega Pro Prima Divisione Girone B   | III    | 8         | 2e ronde     |                                                              |
| 2009/10 | Lega Pro Prima Divisione Girone A   | III    | 11        | 2e ronde     | Failliet                                                     |
| 2010/11 | Serie D Girone E                    | V      | 1         | --           |                                                              |
| 2011/12 | Lega Pro Seconda Divisione Girone B | IV     | 1         | --           |                                                              |
| 2012/13 | Lega Pro Prima Divisione Girone B   | III    | 2         | 3e ronde     |                                                              |
| 2013/14 | Lega Pro Prima Divisione Girone B   | III    | 1         | 1e ronde     |                                                              |
| 2014/15 | Serie B                             | II     | 6         | 4e ronde     | 1e ronde promotieserie                                       |
| 2015/16 | Serie B                             | II     | 10        | 3e ronde     |                                                              |
| 2016/17 | Serie B                             | II     | 4         | 4e ronde     | halve finale promotieserie                                   |
| 2017/18 | Serie B                             | II     | 8         | 4e ronde     | 1e ronde promotieserie                                       |
| 2018/19 | Serie B                             | II     | 8         | 2e ronde     | 1e ronde promotieserie                                       |
| 2019/20 | Serie B                             | II     | 16        | 8e finale    |                                                              |
| 2020/21 | Serie C Girone B                    | III    | 1         | 3e ronde     |                                                              |
| 2021/22 | Serie B                             | II     | 8         | 1e ronde     | 1e ronde promotieserie                                       |
| 2022/23 | Serie B                             | II     | 18        | 1e ronde     |                                                              |
| 2023/24 | Serie C Girone B                    | III    | 4         | --           |                                                              |
| 2024/25 | Serie C Girone B                    | III    | 12        | --           |                                                              |

## Perugia in Europa
#R = #ronde, Groep = groepsfase, 1/2 = halve finale, F = Finale, T/U = Thuis/Uit, W = Wedstrijd, PUC = punten UEFA coëfficiënten .
Uitslagen vanuit gezichtspunt Perugia Calcio
| Seizoen                                                     | Competitie    | Ronde      | Land                     | Club                | Totaalscore | 1e W    | 2e W     | PUC |
| ----------------------------------------------------------- | ------------- | ---------- | ------------------------ | ------------------- | ----------- | ------- | -------- | --- |
| 1976                                                        | Mitropacup    | Groep      | Vlag van Joegoslavië     | Velez Mostar        | 2-4         | 2-4 (U) | 0-0 (T)  | 0.0 |
|                                                             |               | Groep (3e) | Vlag van Oostenrijk      | Austria/WAC Wien    | 3-3         | 2-1 (U) | 1-2 (T)  | 0.0 |
| 1978                                                        | Mitropacup    | Groep      | Vlag van Joegoslavië     | Partizan Belgrado   | 2-5         | 2-1 (U) | 0-4 (T)  | 0.0 |
|                                                             |               | Groep (2e) | Vlag van Tsjechië        | TJ Zbrojovka Brno   | 1-0         | 0-0 (T) | 1-0 (U)  | 0.0 |
| 1979/80                                                     | UEFA Cup      | 1R         | Vlag van Joegoslavië     | GNK Dinamo Zagreb   | 1-0         | 1-0 (T) | 0-0 (U)  | 4.0 |
|                                                             |               | 2R         | Vlag van Griekenland     | Aris FC             | 1-4         | 1-1 (U) | 0-3 (T)  | 4.0 |
| 1999                                                        | Intertoto Cup | 2R         | Vlag van Noord-Macedonië | FK Pobeda Prilep    | 1-0         | 1-0 (T) | 0-0 (U)  | 0.0 |
|                                                             |               | 3R         | Vlag van Turkije         | Trabzonspor         | 3-4         | 2-1 (U) | 0-3R (T) | 0.0 |
| 2000                                                        | Intertoto Cup | 2R         | Vlag van België          | Standard Luik       | 2-3         | 1-2 (T) | 1-1 (U)  | 0.0 |
| 2002                                                        | Intertoto Cup | 3R         | Vlag van Duitsland       | VfB Stuttgart       | 3-4         | 1-3 (U) | 2-1 (T)  | 0.0 |
| 2003                                                        | Intertoto Cup | 3R         | Vlag van Finland         | AC Allianssi Vantaa | 4-0         | 2-0 (T) | 2-0 (U)  | 0.0 |
|                                                             |               | 1/2        | Vlag van Frankrijk       | FC Nantes           | 1-0         | 1-0 (U) | 0-0 (T)  | 0.0 |
|                                                             |               | F          | Vlag van Duitsland       | VfL Wolfsburg       | 3-0         | 1-0 (T) | 2-0 (U)  | 0.0 |
| 2003/04                                                     | UEFA Cup      | 1R         | Vlag van Schotland       | Dundee FC           | 3-1         | 2-1 (U) | 1-0 (T)  | 8.0 |
|                                                             |               | 2R         | Vlag van Griekenland     | Aris FC             | 3-1         | 2-0 (T) | 1-1 (U)  | 8.0 |
|                                                             |               | 3R         | Vlag van Nederland       | PSV Eindhoven       | 1-3         | 0-0 (T) | 1-3 (U)  | 8.0 |
| Totaal aantal behaalde punten voor UEFA coëfficiënten: 12.0 |               |            |                          |                     |             |         |          |     |

Zie ook
- Deelnemers UEFA-toernooien Italië
- Ranglijst van alle clubs die in de diverse Europa Cups zijn uitgekomen

## Bekende spelers
- Nicola Amoruso
- Salvatore Bagni
- Franco Brienza
- Paul Codrea
- Ferdinand Coly
- Gianluca Comotto
- Denis Dasoul
- Angelo Di Livio
- Marc Emmers
- Tomislav Erceg
- Gennaro Gattuso
- Fabio Grosso
- Željko Kalac
- Michel Kreek
- Marco Materazzi
- Mauro Milanese
- Hidetoshi Nakata
- Pierre-Yves Ngawa
- Al-Saadi al-Qadhafi
- Milan Rapaić
- Fabrizio Ravanelli
- Paolo Rossi
- Petter Rudi
- Bruno Versavel
- Marcelo Zalayeta

## Trainers
- Ilario Castagner ('74-'80, '93-'94, '98-'99)
- Renzo Ulivieri (1980-1981)
- Aldo Agroppi (1982-1983, 1984-1985)
- Giuseppe Papadopulo (1991-1992)
- Walter Novellino (1995)
- Giovanni Galeone (1995-1996)
- Nevio Scala (1997)
- Vujadin Boškov (1999)
- Carlo Mazzone (1999-2000)
- Serse Cosmi (2000-2004)
- Stefano Colantuono (2004-2005)
- Antonello Cuccureddu (2007-2008)